# Miroslav Bošković
Miroslav Bošković (Beograd, 3. siječnja 1947. – Danilovgrad, 16. kolovoza 2023.) bio je hrvatski nogometaš, jugosl. reprezentativac, obrambeni igrač. Karijeru počeo u Zadru (tada klubu u dalmatinskoj zoni), a 1965. dolazi u Hajduk. Za splitski klub odigrao 405 utakmica i postigao 31 pogodak. Sudjelovao u osvajanju kup (1967. i 1972.) i prvenstva 1971. (1971.) Iz Hajduka 1973. odlazi u Partizan iz Beograda, a nakon 2 sezone prelazi u franc. Angers (1975.), gdje je odigrao 3 sezone. Karijeru završava u beogradskom Sinđeliću 1978. Za reprezentaciju Jugoslavije kao desni branič odigrao 6 utakmica (1968. – 1972.) i postigao jedan autogol. Prvi nastup je imao protiv Brazila (0:2) u Beogradu, a oprostio se 9. srpnja 1972. na prijateljskom susretu protiv Argentine (4:2) u Rio de Janeiru.
Statistika u Hajduku
| Natjecanje        | Nastupi | Zgoditci |
| ----------------- | ------- | -------- |
| Prvenstvo         | 174     | 10       |
| Kup               | 22      | 4        |
| Superkup          | 0       | 0        |
| Međunarodne       | 14      | 0        |
| Splitski podsavez | 0       | 0        |
| Ukupno            | 210     | 14       |
| Prijateljske      | 195     | 17       |
| Sveukupno         | 405     | 31       |